# Neijia

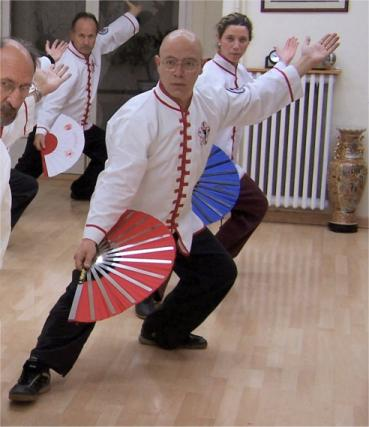
Tai Chi com Leque (Taiji Shan).

O termo neijia (chinês tradicional: 內家, pinyin: nèi jīa) pode ser traduzido como "escola interna". No contexto das artes marciais chinesas, se refere à classificação dos estilos de wushu em "internos" e "externos" (chinês tradicional: 外家, pinyin: wài jiā), classificação esta surgida no século XVII, mas cuja aplicação moderna se deve às publicações de Sun Lutang entre 1915 e 1928. Os estilos internos são caracterizados pela ênfase no cultivo e desenvolvimento do "Qi" (Chi, ou energia vital), fundamentos do Tai Chi Chuan (Taijiquan), Hsing-I Chuan (Xingyiquan) e Pa Kua Chang (Baguazhang). Muitos também incluem, entre os estilos internos, o pa chi chuan e a lendária espada de Wudang. Também comumente agrupados entre os estilos internos, embora não pertencentes ao wudang quan, estão o qigong, liuhebafa, Pai Mei Pai, zi ran men (boxe da natureza), bok foo pai e i-chuan.
As artes marciais chinesas internas costumam ser associadas aos templos de Wudang, enquanto os estilos externos são associados aos templos de Shaolin.

## História

### China Qing
O termo neijia e a distinção entre artes marciais internas e externas apareceram inicialmente na obra "Epitáfio para Wang Zhengnan" (1669), de Huang Zongxi. Stanley Henning propõe que a identificação do Epitáfio das artes marciais internas com o taoismo indígena da China por um lado, e das artes marciais externas com o estrangeiro budismo de Shaolin e com a dinastia Qing manchu, combatida por Huang Zongxi, por outro lado, foi mais um ato de desafio político que uma classificação técnica.
Em 1676, o filho de Huang Zong Xi, Huang Baijia, que havia aprendido artes marciais de Wang Zhengnan, compilou o mais antigo manual existente de artes marciais internas, o Nèijiā quánfǎ.

### República da China
Em 1914, Sun Lutang, Yang Shaohou, Yang Chengfu e Wu Chien-ch'uan começaram a ensinar taichi ao grande público no Instituto de Pesquisa em Educação Física de Pequim. Sun ensinou lá até 1928, no que foi um período seminal para o desenvolvimento dos estilos yang, wu e sun de taichi. A partir de 1915, Sun Lutang também começou a publicar textos sobre artes marciais.
Em 1928, os generais do Kuomintang Li Jing-lin, Chang Chih-chiang e Fung Zu Ziang organizaram um torneio nacional de artes marciais na China; eles fizeram o torneio para localizar os melhores artistas marciais, que fariam parte da nascente Academia Central de Artes Nacionais. Os generais dividiram os participantes do torneio entre Wudang e Shaolin. Os competidores de Wudang foram reconhecidos como possuindo habilidades "internas". Esses competidores praticavam, principalmente, t'ai chi ch'uan, Xingyiquan e Baguazhang. Todos os demais competidores participaram sob a classificação de Shaolin. Um dos vencedores da categoria "interna" foi o mestre de baguazhang Fu Chen Sung.

## Características das artes marciais internas
O mestre Sun Lutang, criador do Tai Chi Chuan estilo Sun, foi mestre nas três artes marciais chinesas que destacou como internas: o Tai Chi Chuan, o Xingyiquan e o Baguazhang.
Ele apontou os seguintes aspectos como critérios para distinguir as artes marciais internas:
1. A ênfase no uso da mente para coordenar o nível de relaxamento  do corpo, em oposição ao uso da força bruta.
2. O cultivo interno, circulação e expressão do qi.
3. A movimentação externa fundamentada na aplicação dos princípios  taoistas elaborados na meditação Tao Yin e nas práticas de Chi Kung e Nei Kung (內功).

Outras artes marciais chinesas também são classificadas como artes marciais internas, como o I-Chuan (Yiquan), um estilo muito simples e eficiente que vem alcançando um grande número de adeptos em todo o mundo, e o Liu He Bafa (liuhebafa), estilo derivado do Xingyiquan.
Algumas artes marciais não chinesas também afirmam ser internas, como o i liq chuan, o ip sun, e o kitō-ryū do jujutsu.
Por outro lado, os estilos externos se caracterizam por movimentos rápidos e explosivos e um foco na força física e agilidade. Exemplos de estilos externos são o shaolin quan, com seus explosivos ataques diretos, e muitas formas de wushu, com suas espetaculares técnicas aéreas. Os estilos externos começam seu treinamento com foco na força muscular, velocidade e aplicações marciais, geralmente integrando aspectos de qigong no treinamento avançado, depois que o desejado nível físico "duro" já foi alcançado.
Aqueles que praticam shaolinquan saltam com força; pessoas não acostumadas com esse treino logo perdem o fôlego e ficam exaustas. O taichi não é assim: procura acalmar o corpo, a mente e a intenção.—  Wu Jianquan, professor de taichi
Alguns, no entanto, dizem que não existe diferença entre os estilos internos e externos.

## Alguns mestres famosos
Em toda a história, foram pouquíssimas as pessoas que dominaram e compreenderam verdadeiramente tais estilos.
Alguns mestres famosos das artes marciais internas:
- Yang Luchan e Yang Cheng Fu, do Taijiquan.
- Guo Yun Shen, Che Yi Zhai do Xingyiquan.
- Dong Haichuan do Baguazhang.
- Wang Xiang Zhai, Li Yong Zong, Yao Zhong Xun do I-Chuan / Yiquan .

## As Artes Marciais Internas e a Saúde
Diversos hospitais chineses utilizam, como terapia, práticas de exercícios e técnicas de meditação associadas aos estilos marciais internos. Estas práticas foram adotadas por apresentarem técnicas de treinamento suaves, que podem ser realizadas pelos pacientes sem um grande dispêndio de energia, permitindo seu fortalecimento e recuperação.
No Brasil, as práticas de Tai Chi Chuan e de Chi Kung estão entre as práticas corporais da medicina tradicional chinesa que começam a ser oferecidas à população de todo o país através do Sistema Único de Saúde.

## Na ficção
Os estilos internos foram associados, em lendas e na ficção popular, com os mosteiros taoistas das montanhas Wudang, na China central.
Neijia é um tema comum nos filmes e novelas wuxia, onde é usualmente representado como tendo origem em Wudang. Frequentemente, as práticas internas são mostradas de modo exagerado nessas obras, a ponto de parecerem miraculosas, como nas novelas de Jin Yong e Gu Long. Os conceitos internos também costumam aparecer em comédias, como nos filmes Siu lam juk kau e Kung Fu Hustle.
Na série Naruto, o nome e as técnicas de Neji Hyūga foram baseadas no neijia.